# بيمونت (باد كاليه)
بيمونت، باد كاليه (بالفرنسية: Bimont)‏ هي بلدية تقع في إقليم باد كاليه من منطقة نور با دو كاليه في شمال فرنسا. تبلغ مساحة هذه المدينة 6.81 (كم²)، وترتفع عن سطح البحر 97 م، يبلغ عدد سكانها 128 نسمة حسب إحصاء المعهد الوطني للإحصاء والدراسات الاقتصادية سنة 2009 م. وترأس Maurice Widehen البلدية خلال فترة (2008-2014).